# Enkeerdgronden
Enkeerdgronden bestaan uit een humusrijke bruingekleurde laag grond, het esdek, van ten minste 50 cm dik. In de Nederlandse bodemclassificatie vallen enkeerdgronden onder de zogenaamde dikke eerdgronden. Deze bodemsoort komt voor op de hogere zandgronden die gevormd zijn in het Pleistoceen. Deze gronden zijn ontstaan door het potstalsysteem waarbij de grond werd bemest met dierlijke mest en plaggen. In enkeerdgronden wortelen planten tot de C-horizont die van 0–80 cm diepte begint.
De enkeerdgronden kunnen onderverdeeld worden in de bruine enkeerdgronden en de zwarte enkeerdgronden.
- Zwarte enkeerdgronden: ontstaan door het gebruik van heideplaggen binnen het potstalsysteem.[2] De A-horizont heeft minstens een dikte van 50 cm en heeft een zwarte kleur. De grond is kleiarm en bevat weinig tot geen sporen van leem.
- Bruine enkeerdgronden: ontstaan door het gebruik van bosstrooisel en graszoden binnen het potstalsysteem.[2] Deze komen voor op de zandruggen nabij beekdalen. Het bodemprofiel bevat sporen van zand. De bruine enkeerdgronden bevatten sporen van zand en leem. De grondsoort heeft een A-horizont van minstens 50 cm.

De potentieel natuurlijke vegetatie (PNV) van de zwarte enkeerdgronden bestaat uit beuken-eikenbos (Fago-Quercetum) en nat elzen-eikenbos. Ditzelfde geldt voor de bruine enkeerdgronden. Het gierstgras-beukenbos (Milio-Fagetum) wordt bij de bruine enkeerdgronden ook tot de PNV gerekend.